# آندرتیکر و کین
تیم برادران ویرانی (به انگلیسی: The Brothers of Destruction)، یک گروه کشتی حرفه‌ای در کمپانی WWE می‌باشد و از آندرتیکر، کین و پل بیرر (مربی همراه و پدر آنها در خط داستانی) تشکیل شده بود تا این که پل بیرر در سال ۲۰۱۳ از دنیا رفت. از این گروه می‌توان به عنوان یکی از پرطرفدار ترین، خشن ترین و بهترین گروه ها در تاریخ کشتی کج یاد کرد.

## دوران ورزشی در WWE

### ورود کین به WWE (از سال ۱۹۹۷ تا ۱۹۹۹)
در پی پر ویو بد بلاد، آندرتیکر در یک مسابقه جهنم درون یک قفس در مقابل شان مایکلز قرار گرفته بود و در اواخر مسابقه بسیار به پیروزی نزدیک شده بود که ناگهان چراغ‌های سالن خاموش شد و پول بیرر (مربی قبلی آندرتیکر که در آن زمان با آندرتیکر درگیری پیدا کرده بود) همراه با کین (برادر آندرتیکر که در آن روز برای اولین بار با این نام وارد WWE شده بود) وارد سالن ورزشی شدند و کین در قفس را شکست و وارد قفس شد و روی آندرتیکر حرکت سنگ قبر کوب (به انگلیسی: Tombstone Piledrivers) (که حرکت مخصوص و منحصر به فرد آندرتیکر بود) را انجام داد و سپس از سالن خارج شد و بدین ترتیب مایکلز با پین کردن آندرتیکر برنده مسابقه شد. در شب بعد در WWE RAW به تاریخ ۶ اکتبر ۱۹۹۷، پول بیرر کین را به مردم معرفی کرد. پس از آن کین در بیش تر اوقات پس از اتمام مسابقات WWE به برنده حمله‌ور می‌شد و اغلب حرکت سنگ قبر کوب را روی آن‌ها انجام می‌داد. در سوایور سریس همان سال، کین در اولین مسابقه اش در مقابل منکایند قرار گرفت و با انجام حرکت سنگ قبر کوب پیروز مسابقه شد. پس از آن درگیری خود را با برادرش آندرتیکر ادامه داد تا این که رستلمنیا ۱۴ رسید. در رستلمنیا ۱۴ (سال ۱۹۹۸)، آندرتیکر و کین در یک مسابقه تک به تک برادر در مقابل برادر قرار گرفتند و آندرتیکر پس از انجام ۳ بار حرکت سنگ قبر کوب توانست پیروز شود. کین اولین کسی بود که در مقابل حرکت سنگ قبر کوب آندرتیکر توانسته بود مقاومت کند. اما بعد از مسابقه کین بلند شد و حرکت سنگ قبر کوب را روی آندرتیکر انجام داد به طوری که سر آندرتیکر به صندلی برخورد کرد. این درگیری تا پی پر ویو آنفورگیون سال ۱۹۹۸ ادامه داشت تا جایی که یک مسابقه جهنم بین این دو برگزار شد و آندرتیکر با پیروزی در ان مسابقه این درگیری را به نفع خودش پایان داد. در همان شب ویدر (یکی از کسانی که کین به آن‌ها حمله کرده بود و او هم همانند کین نقاب بر صورتش می‌زد) به کین حمله‌ور شد. در این جا کین با ویدر درگیری پیدا کرد. آن‌ها در پی پر ویو اوِر دِ اِدج در یک مسابقه نقاب در مقابل نقاب مقابل هم قرار گرفتند و کین در آن مسابقه پس از انجام حرکت سنگ قبر کوب پیروز شد و پس از مسابقه کین نقاب ویدر را از صورت او برداشت.
در پی پر ویو پادشاه رینگ سال ۱۹۹۸، قرار بر این بود که کین در مقبل استیو آستین (قهرمان کمربند WWE در آن زمان) در یک مسابقه تک به تک اولین خون قرار بگیرد. در آن مسابقه آندرتیکر با صندلی به آستین ضربه زد و بدین ترتیب کین به عنوان قهرمان جدید نامیده شد؛ ولی در شب بعد در WWE RAW کین در یک مسابقه مجدد به آستین باخت و کمربند را به او واگذار کرد.
مدتی بعد کین و منکایند با هم یک تیم را تشکیل دادند. در تاریخ ۲۴ آگوست در WWE RAW برای اولین بار به صورت رسمی آندرتیکر و کین همکاری خود را آغاز کردند. در آن شب کین و منکنکایند (که قهرمانان کمربندهای تگ تیم بودند) در یک مسابقه جهنم درون یک قفس در مقابل یکدیگر قرار گرفتند و در آن مسابقه کین دو بار حرکت سنگ قبر کوب را انجام داد و وقتی که می‌خواست مسابقه را به نفع خودش تمام کند ناگهان استیو آستین (که قرار بود در سامر اسلم ۱۹۹۸ از کمربندش مقابل آندرتیکر دفاع کند) به کین حمله کرد و آندرتیکر روی سقف قفس رفت تا وارد قفس شود و به کمک کین بیاید که ناگهاویفینس مهون (رئیس کل کمپانی WWE) دستور داد تا قفس را بالا ببرند و بدین ترتیب آندرتیکر نتوانست به کمک کین بیاید. در همان شب کین با پول بیرر قطع همکاری کرده بود. در سامر اسلم آستین با شکست دادن آندرتیکر توانست عنوان قهرمانی اش را حفظ کند. در این مدت آندرتیکر و کین به صورت تیمی مسابقاتی دادند تا این که پس از مدتی پول بیرر به WWE بازگشت و در همان موقع آندرتیکر با حمله به کین به همکاری خود با او پایان داد. در پی پر ویو راک باتم، قرار بر این بود که آندرتیکر و استیو آستین در یک مسابقه زنده به گور مقابل یکدیگر قرار بگیرند. در اواخر آن مسابقه استیو آستین به دنبال پول بیرر (که برای حمایت از آندرتیکر آمده بود) افتاد و آن‌ها از رینگ خارج شدند و مدتی بعد آندرتیکر کمین کرد تا وقتی که آستین برگشت به او حمله کند که ناگهان یک انفجار در قبر رخ داد و کین از آن بینوز آمد و روی آندرتیکر حرکت سنگ قبر کوب را انجام داد و او را به داخل قبر انداخت. در همین هنگام استیو آستین همراه با یک بیل مکانیکی برگشت (و هیچ خبری از بیرر نبود) و روی آندرتیکر خاک ریخت و آستین پیروز مسابقه شد.
در یکی از شوهای WWE RAW آندرتیکر و کین یک بار دیگر در یک مسابقه جهنم قرار گرفتند و در آن مسابقه آندرتیکر پیروز شد. مدتی بعد کین و ایکس پک قهرمان کمربندهای تگ تیم شدند. در سامراسلم سال ۱۹۹۹ آندرتیکر و بیگ شو (گروه The UnHoly Alliance) با شکست دادن کین و ایکس پک قهرمانان تگ تیم جهان شدند و تا مدتی صاحب کمربندهای تگ تیم بودند تا این که کمربندها را به گروه راک ان ساک کانِکشن (راک و منکایند) باختند. آندرتیکر و بیگ شو در یکی از شوهای WWE SMACKDOWN مقابل راک و منکایند یک مبارزه زنده به گور تگ تیم برگزار کردند و با پیروزی در آن برای بار سوم قهرمان تگ تیم شدند. در این زمان آندرتیکر به خاطر مصدومیت مجبور شد چند ماهی از مسابقات دور باشد و در اواخر سال ۱۹۹۹ و اوایل سال ۲۰۰۰ مثلاً در رستلمنیا ۱۶ (که به رستلمنیا ۲۰۰۰ معروف بود) حضور پیدا نکرد.

### قهرمانی تگ تیم (از سال ۲۰۰۰ تا ۲۰۰۱)
مدتی بعد در سال ۲۰۰۰ آندرتیکر به WWE بازگشت و شروع به همکاری با کین کرد اما این همکاری طول نکشید تا این که کین به آندرتیکر حمله کرد و آن‌ها با هم درگیر شدند و این درگیری به یک مسابقه تک به تک در سامر اسلم سال ۲۰۰۰ انجامید که آن مسابقه بی‌نتیجه ماند زیرا آندرتیکر نقاب کین را از صورتش برداشت و کین مجبور به ترک رینگ شد. در رویال رامبل سال ۲۰۰۱ در حین مسابقه ۳۰ نفرهٔ رویال رامبل همکاری آندرتیکر و کین دوباره شروع شد. مدتی بعد در یکی از شوهای WWE SmackDown آندرتیکر و کین با شکست دادن ادج و کریسچن توانستند اولین قهرمانی تگ تیم خود را به دست بیاورند. آن‌ها مدتی بعد با استیو آستین (قهرمان WWE) و تریپل اچ (قهرمان کمربند بین قاره‌ای) (۲ عضو گروه مثلث قدرت) درگیری پیدا کردند و در یک مسابقه تگ تیم سر تمامی کمربندها حضور پیدا کردند که در آن مسابقه با شکست خوردن از مثلث قدرت کمربندهای تگ تیم خود را از دست دادند.
قرار بر این شد که در پی پر ویو Judgment Day سال ۲۰۰۱ کین در مقابل تریپل اچ (سر کمربند بین قاره‌ای) و آندرتیکر در مقابل آستین (سر کمربند WWE) قرار بگیرند. در مسابقه اول کین با شکست دادن تریپل اچ توانست این کمربند را به دست بیاورد اما بعد از آن آندرتیکر به خاطر دخالت‌های تریپل اچ موفق نشد.

### درگیری آندرتیکر و کین (از سال ۲۰۰۳ تا ۲۰۰۴)
در اواخر سال ۲۰۰۳ در پی پر ویو سروایور سریز کین در حین مسابقه زنده به گور بین آندرتیکر و وینس مک ماهون دخالت کرد و باعث شد که آندرتیکر مسابقه را ببازد. آندرتیکر تا پایان سال ۲۰۰۳ دیگر حضور نیافت تا این که در حین مسابقه ۳۰ نفره رویال رامبل زنگ‌های ورود آندرتیکر به صدا درآمد و حواس کین را پرت کرد و همین باعث شد که کین توسط بوکر تی حذف شود. این درگیری ادامه داشت تا این که آندرتیکر در رستلمنیا ۲۰ به همراه پول بیرر برگشت و دیگر از شخصیت موتور سوار خارج شده بود و با شخصیت قدیمی مرد مرده بازگشت و در مدت زمان بسیار کم در یک مسابقه تک به تک کین را شکست داد و رکورد رستلمنیا اش را به ۱۲ برد و صفر باخت رساند.

### تشکیل مجدد تیم و درگیری (از سال ۲۰۰۶ تا سال ۲۰۱۰)
آندرتیکر و کین پس از مدت‌ها در اواخر سال ۲۰۰۶ در یکی از شوهای WWE SMACKDOWN یک بار دیگر با هم تیم برادران ویرانی را تشکیل دادند و با ام وی پی و میستر کندی درگیر شدند. در این
درگیری آندرتیکر و کین یک بار در یک مسابقه تگ تیم درWWE SMACKDOWN تیم مقابل را شکست دادند. یک بار هم در مسابقات تک به تک در پی پر ویو آرماگیدان ۲۰۰۶ (کین در مقابل ام وی پی در یک
مسابقه جهنم و آندرتیکر در مقابل مستر کندی در یک مسابقه آخرین سواری).
در هفته بعد در WWE SMACKDOWN آندرتیکر و کین در یک مسابقه تگ تیم بوکر تی و فینلی را شکست دادند. پس از آن این همکاری قطع شد به این
دلیل که آندرتیکر با پیروزی در مسابقه ۳۰ نفره رویال رامبل ۲۰۰۷ توانست این اجازه را کسب کند به در رستلمنیا ۲۳ در مقابل باتیستا که قهرمان کمربند سنگین وزن بود قرار بگیرد. آندرتیکر در آن مسابقه پیروز و
قهرمان جدید معرفی شد.
در یکی از شوهای WWE SMACKDOWN به تاریخ ۱۲ اکتبر ۲۰۰۷، آندرتیکر و کین برای اولین بار در سال ۲۰۰۷ با هم تیم برادران ویرانی را تشکیل دادند و در یک مسابقه تگ تیم توانستند قهرمانان تگ تیم آن
زمان، ام وی پی و مت هاردی را شکست دادند. البته این مسابقه سر کمربندهای تگ تیم نبود.
آندرتیکر و کین در ۱ فوریه ۲۰۰۸ یک بار دیگر تیم برادران ویرانی را تشکیل دادند و دو کشتی گیر بزرگ چثه، بیگ ددی وی و مارک هنری را شکست دادند.در رستلمنیا ۲۴
هر دوی برادران ویرانی قهرمانان جهان شدند: آندرتیکر با شکست دادن ادج قهرمان کمربند سنگین وزن شد و کین با شکست دادن چاوو گررو قهرمان کمربند ECW شد.
در شوی WWE SMACKDOWN به تاریخ ۴ آوریل ۲۰۰۸ آندرتیکر و کین پس از حدود ۴ سال در مقابل یکدیگر قرار گرفتند ولی آن مسابقه به خاطر دخالت ادج (و شاگردانش) و چاوو گررو ناتمام ماند. اما پس از مسابقه آندرتیکر و کین روی ادج و چاوو گروو حرکات چک اسلم و سنگ قبر کوب را انجام دادند. آندرتیکر و کین در شوی WWE ECW به تاریخ ۱۵ آوریل ۲۰۰۸ در مقابل تیم جان موریسون و میز در یک مسابقه تگ تیم به پیروزی رسیدند.
در شوی WWE RAW به تاریخ ۲۱ آوریل ۲۰۰۸، برادران ویرانی با جان سینا و تریپل اچ هم تیمی شدند و در مقابل جی بی ال، ادج، چاوو گررو و رندی اورتون قرار گرفتند. آن مسابقه پس از این که ادج روی
کین حرکت Spear را انجام داد با شکست تیم برادران ویرانی و تریپل اچ و سینا به اتمام رسید.
در شوی WWE SMACKDOWN به تاریخ ۱۳ نوامبر ۲۰۰۹ در حالی که بیگ شو و کریس جریکو به آندرتیکر حمله کرده بودند کین به کمک آندرتیکر آمد و این امر باعث این شد که تیم برادران ویرانی در مقابل
تیم جری-شو (بیگ شو و کریس جریکو) قرار بگیرند. این مسابقه ناتمام شد. بعد از آن دیگر آندرتیکر پیدا نشد و کمربند او بدون صاحب ماند تا این که کین برنده یکی از مسابقات money in the bank سال ۲۰۱۰ شد و
چمدان money in the bank مربوط به کمربند سنگین وزن را به دست آورد و کمی بعد در همان شب پس از این که ری میستریو در مقابل جک سوئگر پیروز شد کین از چمدانش استفاده کرد و قهرمان جدید معرفی شد.
در سامر اسلم کین در مقابل ری میستریو پیروز شد و یک تابوت برای ری میستریو آورده بود اما هنگامی که در تابوت را باز کرد آندرتیکر از آن بیرون آمد اما پس از مدتی از کین حرکت سنگ قبر کوب را دریافت کرد. این اتفاق
باعث شروع دوباره درگیری بین آندرتیکر و کین بود.
کین در پی پر ویو شب قهرمانان ۲۰۱۰ در مقابل آندرتیکر قرار گرفت تا از کمربندش دفاع کند و در اواخر مسابقه جایی که آندرتیکر می‌خواست حرکت سنگ قبر کوب را انجام دهد کین آندرتیکر را برگرداند و خودش
حرکت را انجام داد و پیروز شد. مدتی بعد در یکی از شوهای WWE SMACKDOWN پول بیرر که از سال ۲۰۰۴ تا آن زمان حضور پیدا نکرده بود بازگشت و از آندرتیکر حمایت کرد. قرار شد در پی
پر ویو جهنم درون یک قفس یک مسابقه جهنم درون یک قفس بین آندرتیکر و کین سر کمربند سنگین وزن برگزار شود. در اواخر مسابقه پول بیرر با استفاده از جام خود حواس آندرتیکر را پرت کرد و کین حرکت چک اسلم
را روی آندرتیکر انجام داد و پیروز شد. از آن به بعد پول بیرر از کین حمایت کرد. در پی پر ویو بعدی Braking Rights قرار شد مسابقه نهایی این درگیری برگزار شود و نوع این مسابقه زنده
به گور بود. این مسابقه با دخالت گروه نکسز به نفع کین به پایان رسید. پس از آن دیگر آندرتیکر حضور نیافت تا سال بعد که در رستلمنیا ۲۷ در مقابل تریپل اچ قرار گرفت و پیروز شد. پول بیرر هم مدتی بعد دیگر
حضور نیافت تا این که در سال ۲۰۱۲ برای حمایت دوباره از کین در مقابل رندی اورتون بازگشت اما کین او را در فریزر انداخت و به او گفت من با این کار تورا از خودم حفظ می‌کنم. پول بیرر در سال بعد
(۲۰۱۳) درگذشت و آندرتیکر و کین برای او مراسم یادبود گرفتند.

### اتحاد دوباره (از سال ۲۰۱۲ تا ۲۰۱۳)

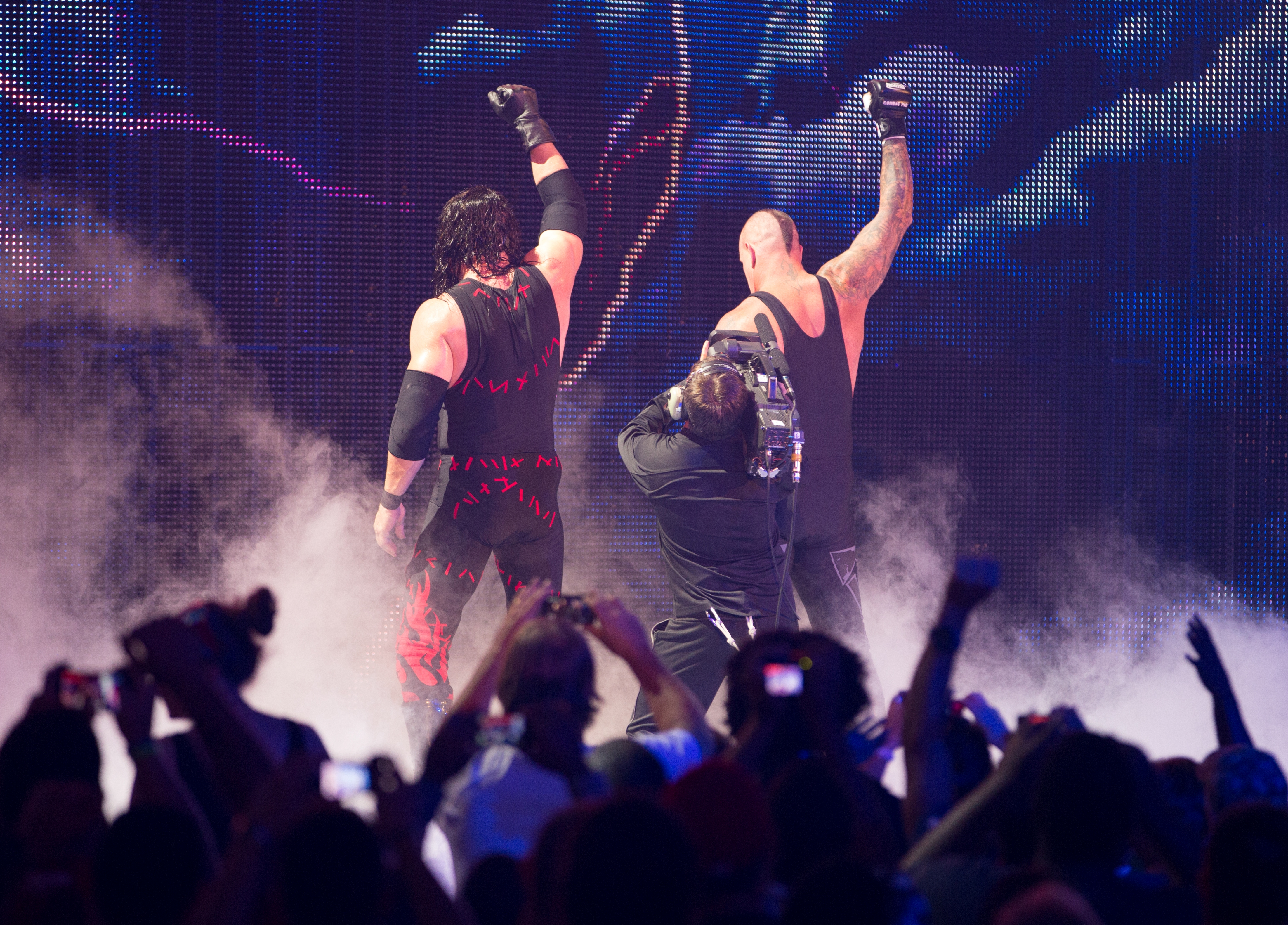
تیم برادران ویرانی در قسمت ۱۰۰۰ شوی WWE RAW

در تاریخ ۲۳ ژوئیه ۲۰۱۲ در حین اجرای شوی دبلیو دبلیو ای راو ۱۰۰۰ آندرتیکر برگشت و جایی که ۶ کشتی‌گیر به کین حمله کرده بودند بازگشت و آن‌ها همکاری کردند و با آن ۶ نفر درگیر شدند و در پایان حرکات سنگ قبر کوب را همزمان انجام دادند. در سال بعد (۲۰۱۳) کمی قبل از رستلمنیا ۲۹ پول بیرر درگذشت و سی ام پانک که آن زمان با آندرتیکر درگیر بود آمد و مراسم یادبود بیرر را خراب کرد. همین اتفاق باعث شد که یک مسابقه بدون رد صلاحیت بین پانک و کین برگزار شد. آن مسابقه به نفع کین پایان یافت اما بعد از مسابقه سی ام پانک با جام فلزی پول بیرر به کین حمله کرد. در رستلمنیا ۲۹ یک مسابقه بین آندرتیکر و سی ام پانک برگزار شد و آندرتیکر با پیروزی در آن مسابقه به رکورد ۲۱ برد متوالی و صفر باخت رسید.
در شب بعد در WWE RAW درحین صحبت‌های آندرتیکر گروه شیلد به آندرتیکر حمله کردند ولی تیم هل نو (کین و دنیل برایان) به کمک آندرتیکر آمدند. در یکی از شوهای WWE RAW گروه شیلد در مقابل آندرتیکر و کین و برایان قرار گرفتند و پیروز شدند. در شوی WWE SMACKDOWN بعد از آندرتیکر در یک مسابقه تک به تک مقابل یکی از اعضای شیلد قرار گرفت و پیروز شد. اما پس از مسابقه گروه شیلد آندرتیکر را روی میز گزارشگران کوبیدند. آندرتیکر دیگر حضور نیافت تا سال بعد (۲۰۱۴) کمی قبل از رستلمنیا ۳۰ که با براک لزنر درگیر شد.بعد از آن در سروایور سریز ۲۰۱۵ کین و آندرتیکر با گروه وایت فمیلی که اعضای آن را بری وایت،اریک روون، لوک هارپر و براون استرومن تشکیل می‌دادند مبارزه کردند و موفق به شکست وایت فمیلی شدند.و در سال ۲۰۱۸ مدتی با تیم دی اکس(تریپل اچ و شاون مایکلز ) درگیر شدند و سپس آندرتیکر در سال ۲۰۲۰ از دنیای رستلینگ خداحافظی کرد و کین هم هال آف فیم ۲۰۲۱ شد.

## افتخارات
- ۳ بار قهرمانی کمربندهای تگ تیم جهان در سال ۲۰۰۱
- بهترین تگ تیم سالِ ۲۰۰۱ از طرف مجله PWI
- انتخاب پول بیرر به عنوان بهترین مربی سال ۱۹۹۸ از طرف مجله PWI

### مربی و افراد همراه
- پل بیرر

### حرکات پایانی
- چوک اسلم (Chokeslam)

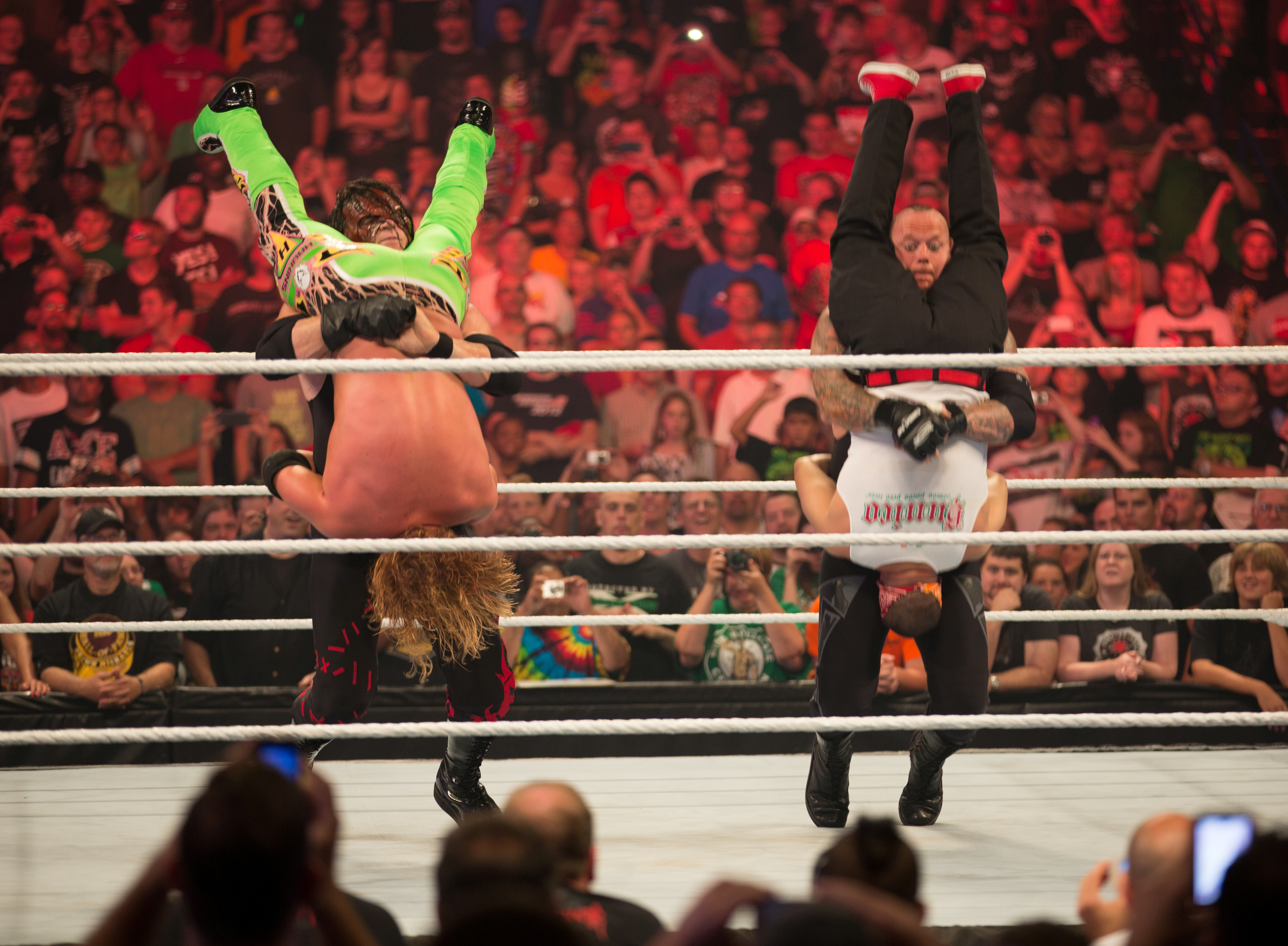
آندرتیکر و کین در حال انجام حرکت سنگ قبر کوب (Tombstone Piledriver) روی کورت هاوکینز و سین کارا در قسمت ۱۰۰۰ شوی WWE RAW

- سنگ قبر کوب (Tombstone Piledriver)
- آخرین سواری(The Last Ride)
- دروازه جهنم (Hell's Gate)